# アディヴィ・セッシュ
アディヴィ・セッシュ（Adivi Sesh、1985年12月17日 - ）は、インドの映画俳優、監督。テルグ語映画やタミル語映画で活動している。2010年に『Karma: Do You Believe?』で主演俳優兼監督としてデビューし、いくつかの脇役と悪役を経て、テルグ映画では著名な主演俳優となった。2015年のテルグ映画『Kshanam』では数々の賞にノミネートされた。
2015年に『Ladies & Gentlemen』『バーフバリ 伝説誕生』『Dongaata』に出演し、2016年『Kshanam』2017年『Ami Thumi』2018年『Goodachari』では主演している。従兄弟はテルグ映画監督のサイ・カーン・アディヴィ。

## キャリア
彼は俳優として2002年の映画『Sontham』でデビューしたが、俳優、監督、作家としては2010年の映画『Karma: Do You Believe?』での主演がデビュー作となる。Rediffは彼の演技を「天使のような顔で、謎めいたキャラクターを演じるのに適している。彼の作家としての才能も言及に値する。 彼はテルグ映画で何か新しいことを吹き込もうとしている」と賞賛した。
2011年にヴィシュヌヴァルダンの監督映画『Panjaa』にMunna役で出演し、初めて悪役を演じた。彼の演技は批評家から高く評価され、Rediff.comは「彼がKarmaで演じたのと反対にあたる彼のマニアックな演技は一見の価値がある」と評した。『Balupu』で悪役を演じた後、『Kiss』で監督と主演を務めた。
彼は『Run Raja Run』で助演した後に再び『Ladies & Gentlemen』と『Dongaata』で主演し、2015年にS・S・ラージャマウリの『バーフバリ 伝説誕生』に出演した。
2016年の『Kshanam』は俳優として出演するほか、シェシ自身がラヴィカント・ペレクと共に脚本を書いた。この作品で彼は観客と業界から注目を集めた。その後『Size Zero』と『Oopiri』にカメオ出演し、コメディ映画『Ami Thumi』にも出演した。彼の最新作『Goodachari』は2018年8月3日にインドで公開され、この作品もシェシが脚本をサシ・キラン・チッカと共に書いている。

## フィルモグラフィ
| 公開年 | 作品名                 | 役名             | 言語               | 備考                         |
| ------ | ---------------------- | ---------------- | ------------------ | ---------------------------- |
| 2010   | Karma: Do You Believe? | Dev              | テルグ語           | デビュー作・監督・脚本・主演 |
| 2011   | Panjaa                 | Munna            | テルグ語           | 悪役                         |
| 2013   | Balupu                 | Rohit            | テルグ語           | 悪役                         |
| 2013   | Kiss                   | Sunny            | テルグ語           | 監督・主演                   |
| 2014   | Run Raja Run           | Nayeem Basha     | テルグ語           | 助演                         |
| 2015   | Ladies & Gentlemen     | Rahul            | テルグ語           | 主演                         |
| 2015   | バーフバリ 伝説誕生    | バドラ           | テルグ語、タミル語 | 助演                         |
| 2015   | Dongaata               | Venkat           | テルグ語           | 主演                         |
| 2015   | Size Zero              | Shekar           | テルグ語           | カメオ出演                   |
| 2015   | Inji Iduppazhagi       | Shekar           | タミル語           | カメオ出演                   |
| 2016   | Kshanam                | Rishi            | テルグ語           | 脚本・主演                   |
| 2016   | Oopiri                 | Abhinav          | テルグ語           | カメオ出演                   |
| 2016   | Thozha                 | Abhinav          | タミル語           | カメオ出演                   |
| 2017   | Ami Thumi              | Ananth           | テルグ語           | 主演                         |
| 2018   | タイガー・バレット     |                  | ヒンディー語       | 原案                         |
| 2018   | Goodachari             | Gopi/Arjun Kumar | テルグ語           | 脚本・主演                   |